# 109 Virginis
109 Virginis (109 Vir) – gwiazda w gwiazdozbiorze Panny, odległa o około 130 lat świetlnych od Słońca.

## Charakterystyka
Jest to biała gwiazda o typie widmowym A0, należąca do ciągu głównego, choć klasyfikowana też jako olbrzym. Jej temperatura to 9760 K, świeci ona (po uwzględnieniu emisji w ultrafiolecie) 52 razy jaśniej niż Słońce. Ma 2,5 razy większy promień i masę niż Słońce. Powstała około 360 milionów lat temu, synteza wodoru w hel będzie trwała w jej jądrze jeszcze ok. 225 milionów lat. Gwiazda szybko obraca się wokół osi, na jeden obrót potrzebuje mniej niż 9 godzin i 18 minut.
Gwiazda nie ma dysku pyłowego, ale niewykluczone, że ma towarzyszkę. Składnik 109 Virginis B o wielkości 9,7m jest oddalony o 0,6 sekundy kątowej od jaśniejszej gwiazdy, co odpowiada minimalnej odległości w przestrzeni równej zaledwie 25 au. Jeśli faktycznie znajduje się tak blisko 109 Virginis A, to jest to pomarańczowy karzeł typu K4 o masie 0,7 M☉, a składniki okrążają wspólny środek masy w czasie 69 lat. Zaobserwowano także dwie inne optyczne towarzyszki gwiazdy, które najprawdopodobniej tylko przypadkowo sąsiadowały z nią na niebie. Obserwacje z 2016 roku nie wykryły jednak żadnych towarzyszy.